# Чемпіонат світу з художньої гімнастики 2010
Чемпіонат світу з художньої гімнастики 2010 пройшов з 19 по 26 вересня в місті Москва, Росія, у спортивному комплексі "Олімпійський". Тоді Україна не здобула жодної медалі на цьому чемпіонаті світу.

## Медалісти
| Дисципліна         | Золото                                                             | Срібло                                                                      | Бронза                                                     |
| Команда            | Команда                                                            | Команда                                                                     | Команда                                                    |
| ------------------ | ------------------------------------------------------------------ | --------------------------------------------------------------------------- | ---------------------------------------------------------- |
| Командна першість  | Росія Дар'я Дмитрієва Яна Луконіна Дар'я Кондакова Євгенія Канаєва | Білорусь Мелітіна Станюта Ганна Рубцова Любов Черкашина Олександра Наркевич | Азербайджан Алія Гараєва Саміра Мустафаєва Ганна Гурбанова |
| Особиста першість  |                                                                    |                                                                             |                                                            |
| Абсолютна першість | Євгенія Канаєва (RUS)                                              | Дар'я Кондакова (RUS)                                                       | Мелітіна Станюта (BLR)                                     |
| Вправа з скакалкою | Дар'я Кондакова (RUS)                                              | Євгенія Канаєва (RUS)                                                       | Мелітіна Станюта (BLR)                                     |
| Вправа з обручем   | Євгенія Канаєва (RUS)                                              | Дар'я Кондакова (RUS)                                                       | Алія Гараєва (AZE)                                         |
| Вправа зі стрічкою | Дар'я Дмитрієва (RUS)                                              | Дар'я Кондакова (RUS)                                                       | Алія Гараєва (AZE)                                         |
| Вправа з м'ячем    | Євгенія Канаєва (RUS)                                              | Дар'я Дмитрієва (RUS)                                                       | Алія Гараєва (AZE)                                         |

## Медалісти (групові вправи)
| Дисципліна             | Золото         | Срібло         | Бронза         |
| Групові вправи         | Групові вправи | Групові вправи | Групові вправи |
| ---------------------- | -------------- | -------------- | -------------- |
| Групова першість       | Італія         | Білорусь       | Росія          |
| 5 обручів              | Росія          | Італія         | Болгарія       |
| 3 стрічки + 2 скакалки | Росія          | Італія         | Білорусь       |

## Медальний залік
| Місце               | Країна              | Золото | Срібло | Бронза | Загалом |
| ------------------- | ------------------- | ------ | ------ | ------ | ------- |
| 1                   | Росія               | 8      | 5      | 1      | 14      |
| 2                   | Італія              | 1      | 2      | 0      | 3       |
| 3                   | Білорусь            | 0      | 2      | 3      | 5       |
| 4                   | Азербайджан         | 0      | 0      | 4      | 4       |
| 5                   | Болгарія            | 0      | 0      | 1      | 1       |
| Загалом (5 збірних) | Загалом (5 збірних) | 9      | 9      | 9      | 27      |